# The Curse of the Cat People
The Curse of the Cat People är en amerikansk thriller från 1944 i regi av Robert Wise och Gunther von Fritsch. I huvudrollerna ses Simone Simon, Kent Smith och Jane Randolph. Filmen, som var Wises regidebut, är en uppföljare till Rovdjurskvinnan (1942) och flera av karaktärerna återkommer här, men i övrigt tangerar filmerna endast varandra. 

## Handling
Oliver och Alice Reeds sexåriga dotter Amy är introvert och saknar vänner, men får kontakt med sin fars framlidna första hustru Irena och en åldrande skådespelare, Julia Farren.

## Rollista i urval
- Ann Carter – Amy Reed
- Kent Smith – Oliver Reed
- Jane Randolph – Alice Reed
- Simone Simon – Irena Dubrovna Reed
- Eve March – Miss Callahan
- Julia Dean – Julia Farren
- Elizabeth Russell – Barbara Farren
- Erford Gage – poliskapten
- Sir Lancelot – Edward